# Cigarro de chala

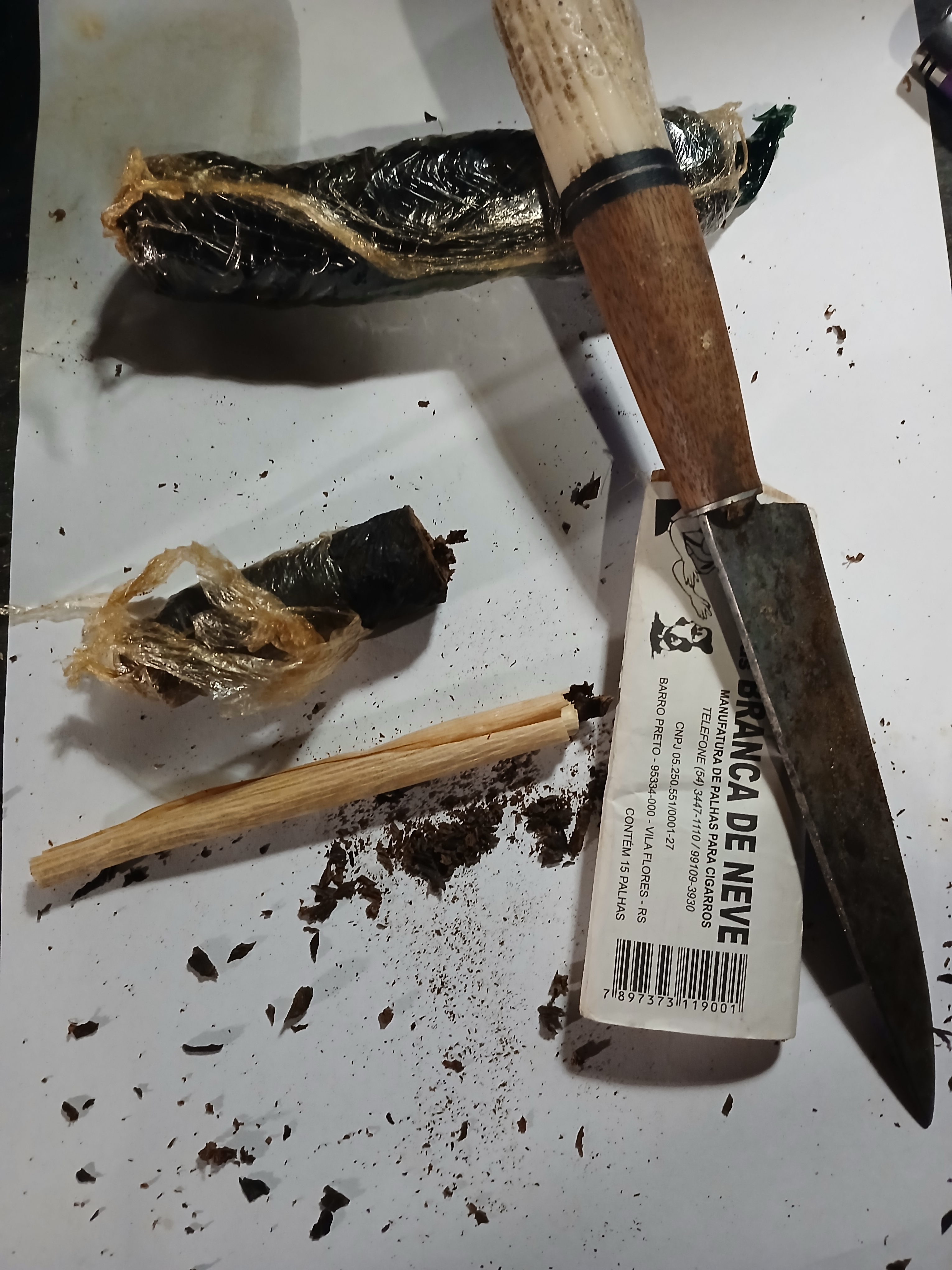
Arriba a abajo, izquierda: Tabacos de cuerda varios, naco armado, trozos de tabaco. Derecha: Verijero y chala.

El cigarro de chala, tabaco criollo, tabaco de cuerda, o naco, fue una forma tradicional de fumar muy extendida en Argentina, Uruguay y sur de Brasil durante el siglo XIX. Se fabrica envolviendo el tabaco, que puede estar aromatizado o no con anís o cáscara de naranja, con hojas de choclo, es decir, con chala.
Según la tradición, el consumo de cigarros de chala ya era empleado por de ciertas culturas nativas americanas y luego se extendió por todas las clases sociales, desde importantes personajes como gobernadores de provincia hasta anónimos tenderos o trabajadores de campo. Cuando las hojas de maíz están frescas, se cortan en forma de rectángulos, generalmente con tijeras. Se guardan a la sombra, y cuando se secan, se utilizan para liar tabaco y formar pitillos.
En Uruguay se conoce como naco, a un tipo de tabaco tradicional, también conocido como tabaco criollo y tabaco de cuerda o tabaco de corda (Rio Grande do Sul), el cual viene enrollado en forma de cuerda larga y se desmenuza o desmorruga para fumar dentro de una chala y su consumo sigue siendo habitual en áreas rurales. Aún puede encontrarse en el nordeste uruguayo y en el oeste de Río Grande do Sul.
Atahualpa Yupanqui menciona esta tradición en la zamba La tucumanita

Para bailar la zamba

bien tucumana, bien tucumana,

tomate un traguito ‘e vino,

pitate un chala, pitate un chala.